# Grytan (Östersund)
Grytan is een plaats in de gemeente Östersund in het landschap Jämtland en de provincie Jämtlands län in Zweden. De plaats heeft 167 inwoners (2005) en een oppervlakte van 37 hectare. De plaats ligt aan een baai van het meer Storsjön en aan de Europese weg 14. De stad Östersund ligt ongeveer vijf kilometer ten noorden van Grytan.